# انتخابات الرئاسة الأمريكية 1880
كانت الانتخابات الرئاسية في الولايات المتحدة عام 1880م هي الانتخابات الرئاسية ال24 التي تتكرر كل أربع سنوات، التي عقدت يوم الثلاثاء الموافق 2 نوفمبر عام 1880م. واعتبرت إلى حد كبير على أنها استفتاء على نهاية إعادة الإعمار في الولايات الجنوبية قامت بها الجمهوريون. لم تكن هناك قضايا أخرى ملحة يومًا ما عدا سياسة التعريفة الجمركية خاصة مع الجمهوريين والذن دعموا ارتفاع الرسوم الجمركية على عكس الديمقراطيين الذين هم أقل دعمًا منهم.